# Buen Kulturhus
Центр «Buen Kulturhus» (норв. Buen Kulturhus) — арт-центр в норвежском городе Мандал, открытый в 2012 году; здание центра было построено по проекту датской архитектурной фирмы «3XN»; включает в себя библиотеку, картинную галерею, несколько кинозалов, театральную сцену и художественную школу; в галерее проводятся выставки и аукционы произведений современного искусства, созданных как местными, так и скандинавскими авторами.